# 灰色の瞳
「灰色の瞳」（はいいろのひとみ）は、ティト・ベリス（Tito Veliz）が作詞し、アルゼンチンのケーナ奏者・ウニャ・ラモスが作曲した楽曲。

## 概要
- フォルクローレを基に作られ、哀愁を帯びたメロディーが特徴である。

- 日本においては、1974年に加藤登紀子が日本語版を作詞し、長谷川きよしとのデュエットシングルをリリースした。

- その後、森山良子がシングルで、朝倉理恵がアルバムで、椎名林檎と草野マサムネがデュエットで、長谷川きよしと椎名林檎がデュエットでカバーしている。

- 日本のフォルクローレ愛好者には広く知られ、演奏されている楽曲である。

## 加藤登紀子・長谷川きよしのシングル
「灰色の瞳」（はいいろのひとみ）は、1974年3月21日に発売された加藤登紀子と長谷川きよしによるデュエットシングル。

### 収録曲
1. 灰色の瞳（歌唱：加藤登紀子・長谷川きよし）
作詞：加藤登紀子／作曲：U.Ramos／編曲：山木幸三郎
2. 黒の舟唄（歌唱：加藤登紀子）
作詞：能吉利人／作曲：桜井順／編曲：広瀬雅一